# Кашперова, Леокадия Александровна
Леокадия Александровна Кашперова (4 [16] мая 1872 год, Любим, Ярославская губерния — 3 декабря 1940, Москва) — российская и советская пианистка, композитор и музыкальный педагог. Известна как преподаватель игры на фортепиано композиторов И. Ф. Стравинского и Н. А. Черепнина.

## Биография
Окончила Петербургскую консерваторию по классам фортепиано экстерном в 1893 году. До этого, в 1888—1891 годах занималась у А. Г. Рубинштейна, а после его ухода ещё два года училась на фортепиано самостоятельно, чем и объясняется сдача окончательного экзамена по игре на фортепиано экстерном. Изучала также специальную теорию композиции в классе профессора H. Ф. Соловьёва (1895). В 1894 году продирижировала собственной увертюрой в Зале Кредитного собрания консерватории. Получила известность как концертирующая пианистка (о её игре сочувственно отзывались Н. А. Римский-Корсаков и Ц. А. Кюи. В декабре 1899 года заняла место учительницы музыки И. Ф. Стравинского и в течение двух лет давала ему уроки игры на фортепиано. Композитор позже неоднократно вспоминал её методы преподавания, при этом отмечая, что высокие достоинства пианизма его второй учительницы соседствовали с академически-консервативным характером «её эстетических воззрений и плохого вкуса». По этому поводу Стравинский в «Хронике моей жизни» писал следующее: 
Это была отличная пианистка, превосходная музыкантша, но она всецело находилась под обаянием своего знаменитого учителя и слепо разделяла все его взгляды. Мне стоило большого труда заставить её признать партитуры Римского-Корсакова, равно как и Вагнера, которые я в то время ревностно изучал. Должен сказать, что, невзирая на все наши разногласия, она дала новый толчок моему «пианизму» и помогла мне улучшить технику фортепианной игры.
Также по воспоминаниям Стравинского: «С мадемуазель Кашперовой я выучил соль-минорный Концерт Мендельсона и много сонат Клементи и Моцарта, сонаты и другие произведения Гайдна, Бетховена, Шуберта и Шумана. На Шопене лежал запрет, и она пыталась умерить мой интерес к Вагнеру…». По мнению композитора возможно она оказала неосознанное влияние и на его музыкальный стиль, так как полный запрет с её стороны пользоваться педалями при игре на фортепиано видимо повлиял на то, что «я никогда не писал музыку, требовавшую усиленной педализации». По мнению  популяризатора её творчества британского музыковеда Грэхэма Гриффитса (англ. Graham Griffiths), что она оказала воздействие на некоторые аспекты композиторской техники своего прославленного ученика. Так, в своей книге «Фортепиано Стравинского: генезис музыкального языка» Гриффитс указывал, что без влияния Кашперовой не развился бы известный неоклассический стиль Стравинского, характерный для его произведений 1920-х годов. Также по мнению британского музыковеда — Кашперова является «первой русской женщиной-композитором мирового уровня». Он также с сожалением указывал на то, что во многом её репутация основывается на характеристике данной Стравинским, как консервативном и неглубоком музыканте. Другим её известным учеником был А. Н. Черепнин, которому она преподавала в Петроградской консерватории. Композитор с благодарностью вспоминал впоследствии её и называл «интересной фигурой». 
В качестве пианистки выступала в России и зарубежных странах в качестве солистки и ансамблистки. Так, она была участницей струнного трио со скрипачом Л. С. Ауэром и виолончелистом А. В. Вержбиловичем, а также в составе дуэта с чешским скрипачом P. Ондржичеком).
Первая исполнительница ряда сочинений М. А. Балакирева, А. К. Глазунова, а также ряда собственных произведений. В 1918 году переехала с мужем С. В. Андроповым — известным российским профессиональным революционером — в Ростов-на-Дону, где была педагогом консерватории и выступала в концертах. С будущим мужем она познакомилась в 1916 году, когда после отбытия очередной ссылки, он стал брать у неё уроки игры на фортепиано. С 1922 года преподавала в Москве.   
В течение всей жизни писала музыку, но сочинения её почти не публиковались, очень немногие из них публично исполнялись, и до настоящего времени оставались практически неизвестными, но со временем некоторый интерес к её творчеству возрос и её произведения стали исполняться. Среди её сочинений симфония (1905 год), увертюра, кантата «Орваси», концерт для фортепиано с оркестром, ряд камерно-инструментальных произведений.  
Оставила незаконченные «Воспоминания» и «Воспоминания об А. Г. Рубинштейне». Архив Леокадии Кашперовой-Андроповой был передан в Музей музыкальной культуры («Российский национальный музей музыки» имени М. И. Глинки) её родственниками в 1965 году.